# Santuario della Beata Vergine delle Grazie (Cavallermaggiore)
Il santuario della Beata Vergine delle Grazie di Cavallermaggiore (Cuneo), fu fondato nel XV secolo da monaci appartenenti all'ordine di sant'Agostino del convento degli Eremiti, che venne assegnato nel 1480 alla congregazione degli Osservanti di Lombardia. Il santuario venne ricostruito in stile neoclassico all'inizio dell'Ottocento. Situato nel centro storico del paese, rappresenta un luogo di culto amato dalla popolazione. Ogni anno, dal 20 al 30 di agosto,  si celebra con una novena ed una processione, il ricordo della Madonna delle Grazie che salvò la città dalla peste, secondo il voto sancito, dal consiglio comunale, nel 1835.

## Storia
Secondo la tradizione nell'anno 1452, l'intera città di Cavallermaggiore, devastata dalla peste e dalla guerra, implorava Dio con pubbliche preghiere. Al levar dei sole del 30 agosto 1452, la Beata Vergine apparve ad un contadino sordomuto, di nome Vincenzo Bongianino, in un campo lontano dall’abitato..Dopo avergli restituito la parola e l’udito, la Beata Vergine, gli consegnò un manoscritto in caratteri d’oro, domandandogli di ritornare in città e di consegnare il plico alla prima persona che avrebbe incontrato. Bongianino incontrò Giorgio Tarditi, sindaco del comune, che lesse la lettera e comprese che il desiderio della Vergine, chiaramente espresso, era la consacrazione di un tempio a Lei dedicato. In seguito ad una seconda pestilenza, nel 1598, i sindaci si affidarono nuovamente alla Madonna delle Grazie e in pubblica seduta fecero voto di costruire un portico o un atrio davanti al santuario e di provvedere a tutte le migliorie che fossero state necessarie. Il santuario venne decorato da due riquadri raffiguranti l’apparizione della Madonna a Vincenzo Bongianino e la consegna del manoscritto da parte del Bongianino al sindaco Giorgio Tarditi. Attualmente, il santuario corrisponde all’antica chiesa di sant’Agostino e l’affresco del pilone votivo presso cui avvenne il miracolo, si trova, dopo la traslazione avvenuta il 21 agosto 1803, sull’altare maggiore del santuario.

## Descrizione

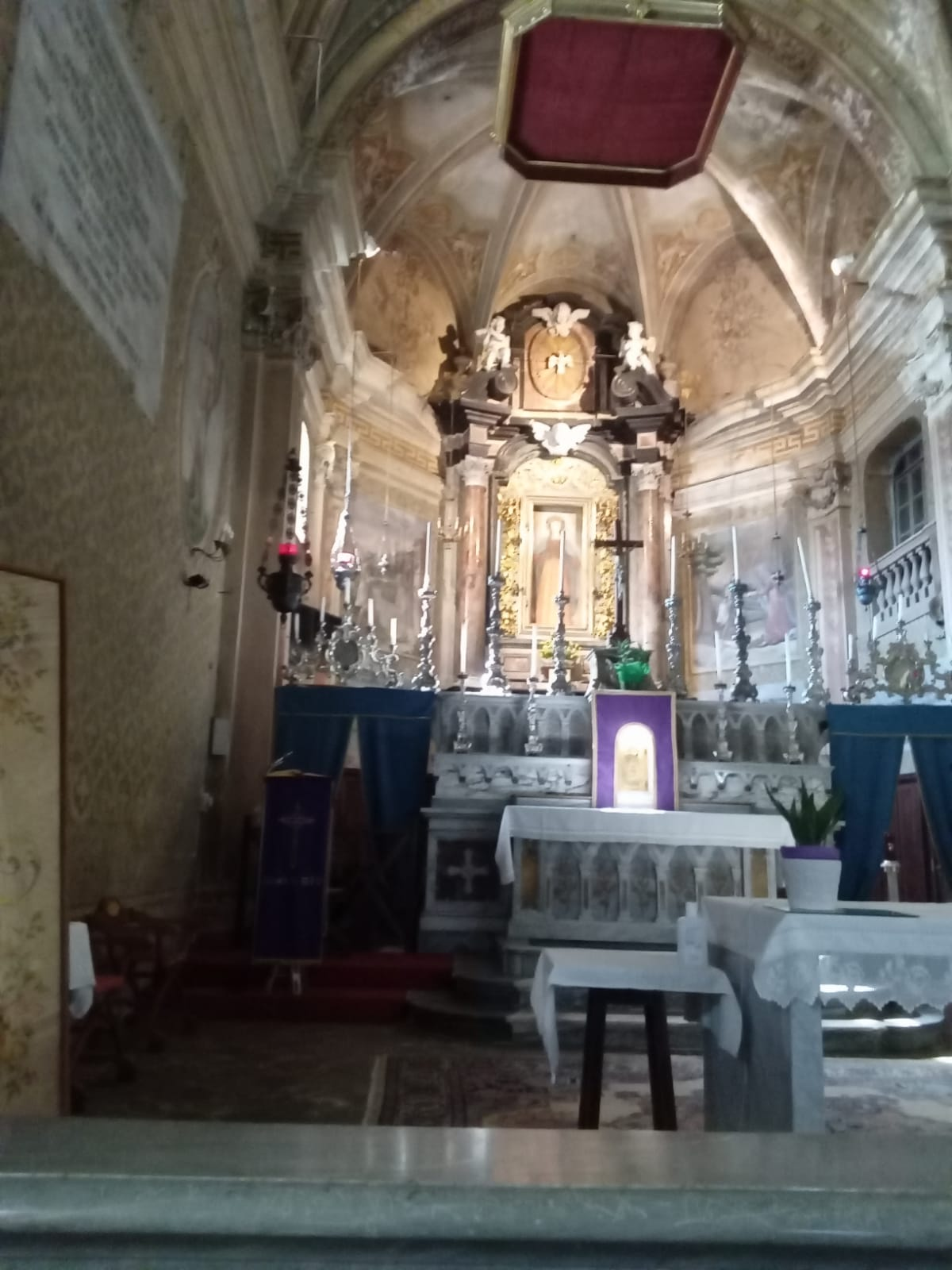
Altare maggiore con affresco della Beata Vergine delle Grazie

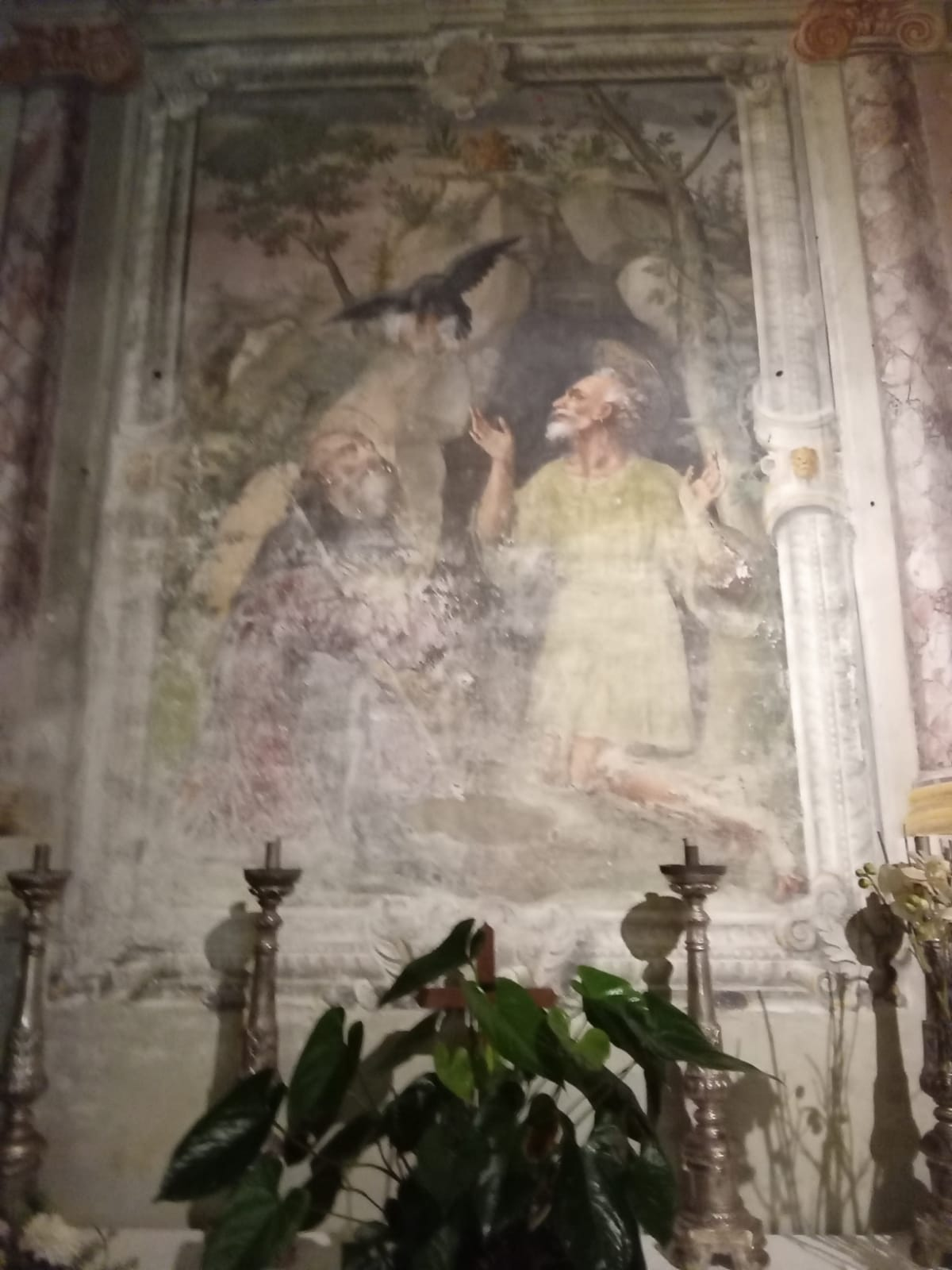
Affresco di San Gerolamo e San Paolo Eremita

Il santuario, fu fondato dai monaci dell'ordine di sant'Agostino nel 1400 secondo forme tardo-gotiche, di cui conserva ancora il campanile con bifore e monofore. Fu ricostruito in stile neoclassico all'inizio dell'Ottocento. L'interno consta di tre navate, con cinque campate in quelle laterali, ciascuna con volta a costolone, rette da pilastri quadrilobati. La chiesa allora annessa al convento si trasformò in santuario mariano, ma tuttora resiste la facciata laterale dell'antica struttura conventuale, le cui lunette illustrano episodi di vita di san Nicola.Sul fondo dell’abside semiottagonale si trova un grande altare barocco, in marmo, ove campeggia l'affresco quattrocentesco della Vergine; l'immagine miracolosa, è circondata da una cornice in legno scolpito e dorato e da due colonne in alabastro di Busca, sormontate da un’alzata in marmo nero. La datazione dell'opera, di autore anonimo, è resa difficoltosa da ridipinture successive, ma si colloca nella metà del XIV secolo. Da ricordare, nella cappella absidale sinistra, l'affresco del 1581, dei santi Gerolamo e Paolo eremita (o sant'Antonio), attribuito a Giovanni Angelo Dolce (1540-1606). Tale affresco, come testimonia l’arma dipinta sulla cornice, fu proprietà dei conti Filippi di Baldissero. Lungo la navata sono poi appesi altri due quadri che rappresentano i miracoli di sant’Antonio da Padova. Nel 1803, al momento della traslazione, il sacerdote consacrato Bonante, fece riprodurre da un pittore locale due riquadri raffiguranti l’apparizione della Madonna a Vincenzo Bongianino e la consegna della lettera al sindaco Giorgio Tarditi, così come si ammiravano nella chiesa originaria.